# Jesús Florentino Fueyo Álvarez
Jesús Florentino Fueyo Álvarez (La Felguera, 22 de febrer de 1922 - Madrid, 12 de juny de 1993) va ser un escriptor, assagista espanyol, catedràtic de Dret polític i membre del Consell d'Estat d'Espanya. A més va ser director de l'Instituto de Estudios Políticos, procurador en les Corts espanyoles, membre de l'Acadèmia de Ciències Morals i Polítiques i delegat nacional de premsa i ràdio del Movimiento.

## Biografia
Va passar la seva infantesa i joventut a Melilla, on havien destinat al seu pare. Després de la Guerra Civil espanyola estudià Dret a la Universitat Central, on s'hi doctorà amb una tesi sobre «Tocqueville y la estructura de la sociedad democrática».
Ja el 1947 va guanyar l'oposició a Lletrat del Consell d'Estat i el 1955 va accedir a la càtedra de Dret polític de la Universitat de Santiago de Compostel·la i el 1969 a la de Teoria de la política, aquesta vegada en la Facultat de Ciències Polítiques, Econòmiques i Comercials de Madrid. Estava llavors a punt de cessar com a director de l'Instituto de Estudios Políticos, que va dirigir des de 1962 i va col·laborar en totes les seves revistes i col·leccions. Des de 1956 va ser procurador a les Corts.
En 1967 va ser nomenat conseller nacional del Movimiento per designació directa del cap d'Estat. En 1981 va ingressar en la Reial Acadèmia de Ciències Morals i Polítiques en substitució de Alberto Martín Artajo amb un discurs titulat Eclipse de la historia.

## Obra
En 1974 va publicar la seva obra més coneguda La vuelta de los Budas. Assaig ficció sobre l'última història del pensament i de la política. No obstant això, altres també bastant famoses són La época insegura, Esquema de la subversión de nuestro tiempo, Pueblo y Estado, Desarrollo político y orden constitucional, La mentalidad moderna i Humanismo cristiano y humanismo marxista.

## Condecoracions
Posseïa la gran creu del Mèrit Militar amb distintiu blanc i la creu de l'Orde de Sant Ramon de Penyafort, i era comanador de l'Orde de Cisneros i comanador de l'Orde del Mèrit Civil.